# Partita di polo
Partita di polo (Mickey's Polo Team) è un film del 1936 diretto da David Hand. È un cortometraggio d'animazione della serie Mickey Mouse, distribuito negli Stati Uniti dalla United Artists il 4 gennaio 1936. L'anno seguente partecipò in concorso alla 5ª Mostra internazionale d'arte cinematografica di Venezia. Il cartone animato mostra una partita di polo (sport particolarmente amato da Walt Disney) giocata tra quattro personaggi Disney e quattro versioni animate di stelle del cinema. A partire dagli anni novanta è più noto col titolo La squadra di polo di Topolino.

## Trama
Davanti a un pubblico formato da star del cinema e personaggi Disney, Jack Holt arbitra una partita di polo tra la squadra delle "Star Cinematografiche" formata da Stanlio e Ollio, Harpo Marx (a dorso di struzzo) e Charlie Chaplin e quella degli "Amici di Topolino" formata da Topolino, Pippo, Ezechiele Lupo e Paperino (a dorso di asino). Quando Holt lancia la palla per dare il via alla partita, si crea una mischia al termine della quale Ollio rimane sotto il suo cavallo. Mentre Stanlio (con parecchie difficoltà) aiuta Ollio a risalire a cavallo, gli altri continuano a giocare senza esclusione di colpi. Ad avere i maggiori problemi è Paperino, che subisce gli scherzi di Harpo e l'insubordinazione del proprio asino. Inoltre, mentre sta urlando all'animale, Paperino ingoia accidentalmente la palla e viene quindi inseguito dagli altri giocatori che lo vogliono colpire. Il papero cerca invano di sfuggire alla furia agonistica dei giocatori nascondendosi in uno dei pali e strappandolo da terra, quindi si rifugia sul cavallo di Holt. I giocatori però non si fermano e provocano una tremenda collisione. Quando la polvere si dirada, i cavalli sono in sella ai loro proprietari e colpiscono tutte le palle che ci sono in campo.

## Distribuzione

### Edizione italiana
Il film fu distribuito in Italia nel 1937 in lingua originale. Nella VHS La vita con Topolino del settembre 1986 fu invece incluso rimuovendone i dialoghi. Il primo doppiaggio italiano conosciuto è quello realizzato dalla Royfilm per la televisione negli anni novanta, utilizzato anche in DVD. Nel 2012 il corto è stato ridoppiato dalla stessa società per la trasmissione nel programma Topolino che risate!, sotto la direzione di Leslie La Penna su dialoghi di Nunziante Valoroso. Non essendo stata registrata una colonna internazionale, nelle scene di dialogo la musica è sostituita da una versione sintetizzata.

### Edizioni home video

#### VHS
America del Nord
- Life with Mickey! (1985)

Italia
- La vita con Topolino (settembre 1986)

#### DVD
Una volta restaurato, il corto fu distribuito in DVD nel primo disco della raccolta Topolino star a colori, facente parte della collana Walt Disney Treasures e uscita in America del Nord il 4 dicembre 2001 e in Italia il 21 aprile 2004. In America del Nord fu incluso anche nel DVD Extreme Sports Fun, uscito il 31 maggio 2005 come quinto volume della collana Classic Cartoon Favorites.